# Zöldmezős beruházás
A zöldmezős beruházás olyan új ipari vállalkozást jelöl, amely korábban mezőgazdasági művelés alatt álló területen jön létre. A telephely teljes egészében újonnan létesül építészeti, üzemi előzmények nélkül. Előnye, hogy nincsenek sem elrendezési, sem funkcionális, sem építési megoldási megkötöttségek. Hátránya az infrastruktúra kiépítési-bekötési igénye és a szigorú környezetvédelmi szabályozás (bár ez utóbbi ipari parkban történő beruházás esetén jelentősen csökken.)
Általában egy sík, tereptárgyaktól mentes, lehetőleg városhoz közeli területet választanak ki. A földtörvény szavaival élve egy zöldmezős beruházás a föld végleges kivonása a művelés alól. Az erre vonatkozó irányelvek szerint lehetőleg a gyengébb termőképességű területeket kell így hasznosítani, illetve, hogy az igénybevétel a szükséges legkisebb mértékre korlátozódjék. A kivonás engedélyköteles, az engedélyt a földhivatalok adják ki, s utána földvédelmi járulékot kell fizetni. A zöldmezős beruházás haszna, hogy a legtöbb újonnan foglalkoztatott a hazai átlagnál valamivel jobban fizetett munkához juthat (különösen az ipari parkokban), a beruházó nyereségre tehet szert, az önkormányzat adóbevételhez juthat.

## A zöldmezős beruházás kezdetei
Régi iparosaink feltehetően azt a területet vették meg az új beruházásaikhoz, amely a legolcsóbb, mezőgazdaságilag a legértéktelenebb volt, s más szempontból is megfelelt a céljaiknak. Így indult annak idején például az Óbudai Hajógyár telepítése a Margit-sziget fölött, egy másik sziget által védett öböl partján. Hasonló volt a gázgyár telepének megválasztása, amely a Mocsáros és az Arany-patak dunai torkolata mellé települt. Kívül volt a városon, de szorosan csatlakozott hozzá, területe pedig nem csábított senkit sem művelésre, sem építkezésre. A század első évtizedeiben ugyanígy épült például a balatonfűzfői Nitrokémia – akkor még hat különálló vállalatként – ugyancsak a zöld mezőre, a Balaton fölött, a fennsík letörésénél, olyan területen, ahol a fák nemigen tudnak megfelelően nőni.